# Argonia
Argonia è un comune degli Stati Uniti d'America, situato nello Stato del Kansas, nella contea di Sumner.

## Storia
Argonia è stata fondata nel 1881. Prende il nome dalla nave Argo nella mitologia greca. Nel 1887 Susanna M. Salter divenne la prima donna a essere eletta in una carica politica nella storia degli Stati Uniti quando fu eletta sindaco di Argonia come membro del Prohibition Party.